# Пешина, Гинтаутас
Гинтаутас Пеши́на (лит. Gintautas Piešina; 8 апреля 1952, Шяуляй — 24 апреля 2014, Вильнюс) — литовский шахматист, международный мастер (1988). 

## Шахматная карьера
Чемпион Литвы 1972, 1974, 1978, 1984 и 1988 годов.
В составе сборной Литвы участник 31-й Олимпиады в Москве (1994).
Чемпионат ВЦСПС (1979) — 4—7-е; чемпионат ЦС «Локомотив» (1981) — 2—3-е места. Победитель чемпионата прибалтийской республик и Белоруссии (1988). Неоднократный участник Спартакиад народов СССР и чемпионатов СССР между командами союзных республик.
Лучшие результаты в международных соревнованиях: Каунас (1986) — 2—5-е; Эгер (1987) — 3-е места.

## Изменения рейтинга
| Графики недоступны из-за технических проблем. См. информацию на Фабрикаторе и на mediawiki.org. |